# Agent Carter
Marvel's Agent Carter, eller bara Agent Carter, är en amerikansk TV-serie, skapad av Christopher Markus och Stephen McFeely. Huvudrollen spelas av Hayley Atwell. Serien utspelar sig under 1946 i Marvel Cinematic Universe och kretsar kring Peggy Carter som jobbar för Strategic Scientific Reserve (SSR), samtidigt utför hon hemliga uppdrag åt Howard Stark. De två första avsnitten visades den 6 januari 2015 på ABC. Den 19 januari 2016 sändes det första avsnittet av den andra säsongen, då med Los Angeles som arena, istället för New York.

## Rollista (i urval)

### Huvudroller
- Hayley Atwell – Peggy Carter[1]
- James D'Arcy – Edwin Jarvis[2]
- Chad Michael Murray – Jack Thompson[3]
- Enver Gjokaj – Daniel Sousa[3]
- Lyndsy Fonseca – Angie Martinelli[4]
- Shea Whigham – Roger Dooley[5]

### Återkommande roller
- Dominic Cooper – Howard Stark[6]
- Costa Ronin – Anton Vanko[7]
- Kyle Bornheimer – Ray Krzeminski[8]
- Meagen Fay[9]
- Bridget Regan – Dottie[10]

## Produktion
I september 2013 berättade Marvel Television att de håller på att utveckla en TV-serie, inspirerad av Marvel One-Shots Agent Carter, med Peggy Carter. Tara Butters och Michele Fazekas anlitades som showrunner, medan Christopher Markus och Stephen McFeely ska skriva manus. Butters, Fazekas, Markus, McFeely, Chris Dingess, Kevin Feige, Louis D'Esposito, Alan Fine, Joe Quesada, Stan Lee och Jeph Loeb är exekutiv producenter. Christopher Lennertz, som komponerade musiken till kortfilmen, är kompositör. Serien hade premiär den 6 januari 2015 på ABC och innehåller åtta avsnitt.

### Rollbesättning och inspelning
I januari 2014 bekräftade Stan Lee att Hayley Atwell som spelade Peggy Carter i filmerna Captain America: The First Avenger och Captain America: The Winter Soldier kommer att reprisera sin roll. I mars 2014 meddelade Markus och McFeely att Dominic Coopers karaktär Howard Stark är en biroll i serien.
I augusti 2014 fick Chad Michael Murray och Enver Gjokaj rollerna som SSR agenterna Jack Thompson och Daniel Sousa. Månaden därpå avslöjades det att James D'Arcy ska spela som betjänten Edwin Jarvis, och Shea Whigham spelar som SSR chefen Roger Dooley. I oktober 2014 blev det klart att Lyndsy Fonseca hade fått rollen som Angie Martinelli. Samma månad påbörjades inspelningen i Los Angeles. I november 2014 meddelades det att Costa Ronin kommer spela en yngre version av Anton Vanko.